# ГАЗ-61
ГАЗ-61 — семейство советских лёгких автомобилей повышенной проходимости с приводом на все колёса. Модификация ГАЗ-61-73 — первый в СССР полноприводный легковой автомобиль с закрытым кузовом седан. Во время Великой Отечественной войны ГАЗ-61-73 активно использовался в качестве штабного автомобиля для высшего командного состава РККА.

## История создания
ГАЗ-61 создан в 1938 году в конструкторском бюро В. А. Грачёва взамен слишком сложной и не столь вездеходной трёхосной модели ГАЗ-21 (6×4). В трансмиссии использовалась коробка передач ГАЗ-АА. Передний ведущий управляемый мост сначала оснастили шарнирами равных угловых скоростей «Рцеппа» (Rzeppa), а позже заменили их на «Бендикс-Вайс» (Bendix-Weiss). Хотя первоначально автомобиль планировался к производству с открытым кузовом типа фаэтон (ГАЗ-61-40), в серию он пошёл как ГАЗ-61-73 с цельнометаллическим кузовом седан от модели ГАЗ-11-73, став первым в мире комфортабельным внедорожником с закрытым кузовом типа седан. В семействе ГАЗ-61 был предусмотрен также пикап ГАЗ-61-415 с отдельной закрытой двухместной кабиной от ГАЗ-М-415 и лёгкий артиллерийский тягач ГАЗ-61-417 с кабиной без верха и дверей.

## Исторические факты
Автомобилем ГАЗ-61 во время Великой Отечественной войны пользовались такие видные деятели, как маршалы Константин Константинович Рокоссовский, Георгий Константинович Жуков и Иван Степанович Конев. Командный состав армии высоко оценил высокую скорость на бездорожье, неприхотливость и надёжность автомобиля. Именно во время поездки на ГАЗ-61 погиб от осколка снаряда генерал армии Иван Данилович Черняховский.
Лёгкий артиллерийский тягач ГАЗ-61-417 прямо на заводе комплектовали противотанковой 57-миллиметровой пушкой ЗиС-2 с транспортным передком и отправляли на фронт под Москву. Таким образом, был создан быстроходный и манёвренный истребитель танков, и только малый масштаб производства не позволил этому автомобилю проявить себя в полной мере. Производство ГАЗ-61-417 было остановлено с 1942 года из-за недостатка 6-цилиндровых двигателей и кузовных деталей.
Несмотря на наличие всех атрибутов настоящего вседорожника, проходимость ГАЗ-61 в значительной степени страдала из-за унификации с легковым автомобилем: длинная колёсная база легковушки значительно ухудшала геометрическую проходимость, а высокий закрытый кузов обусловил излишне высокое расположение центра тяжести. Впоследствии по той же схеме были созданы автомобили М-72 и «Москвич-410». В конечном итоге в советском вседорожном автомобилестроении победила другая линия развития, предусматривавшая специально разработанный упрощённый кузов на короткобазном шасси (ГАЗ-67, ГАЗ-69, УАЗ-469/УАЗ Хантер).

## Производство
Всего с 1940 по 1945 год было произведено 6 фаэтонов 61-40, 194 седана 61-73, два пикапа 61-415 и 36 тягачей 61-417. Наработки по ГАЗ-61 (передний ведущий мост и раздаточная коробка) были использованы при создании первого советского «джипа» ГАЗ-64.

## Модификации
- ГАЗ-61 опытный (1939—1940) — опытная модель с кузовом фаэтон М1.
- ГАЗ-61-40 (1941) — фаэтон, малая партия была изготовлена для высшего командного состава РККА, в 1942 году открытые кузова заменены на закрытые типа «М1» и «73».
- ГАЗ-61-73 (1941—1945) — седан, в 1942—1945 производился мелкими партиями.
- ГАЗ-61-415 (1940) — пикап с закрытой кабиной, в серию не пошёл.
- ГАЗ-61-417 (1941) — лёгкий артиллерийский тягач, построен малой партией.

## Где можно увидеть
- Россия — Музей отечественной военной истории в деревне Падиково Истринского района Московской области.
- Россия — Музейный комплекс УГМК (Свердловская область, г. Верхняя Пышма).